# Mount Gow
Mount Gow är ett berg i Antarktis. Det ligger i Östantarktis. Nya Zeeland gör anspråk på området. Toppen på Mount Gow är 1 770 meter över havet.
Terrängen runt Mount Gow är bergig österut, men västerut är den kuperad. Trakten är obefolkad. Det finns inga samhällen i närheten.